# Misopates microcarpum
Misopates microcarpum är en grobladsväxtart som först beskrevs av Auguste Nicolas Pomel, och fick sitt nu gällande namn av David A. Sutton. Misopates microcarpum ingår i släktet kalvnosar, och familjen grobladsväxter. Inga underarter finns listade i Catalogue of Life.